# Sesamia royi
Sesamia royi là một loài bướm đêm trong họ Noctuidae.